# Ossip Zadkine

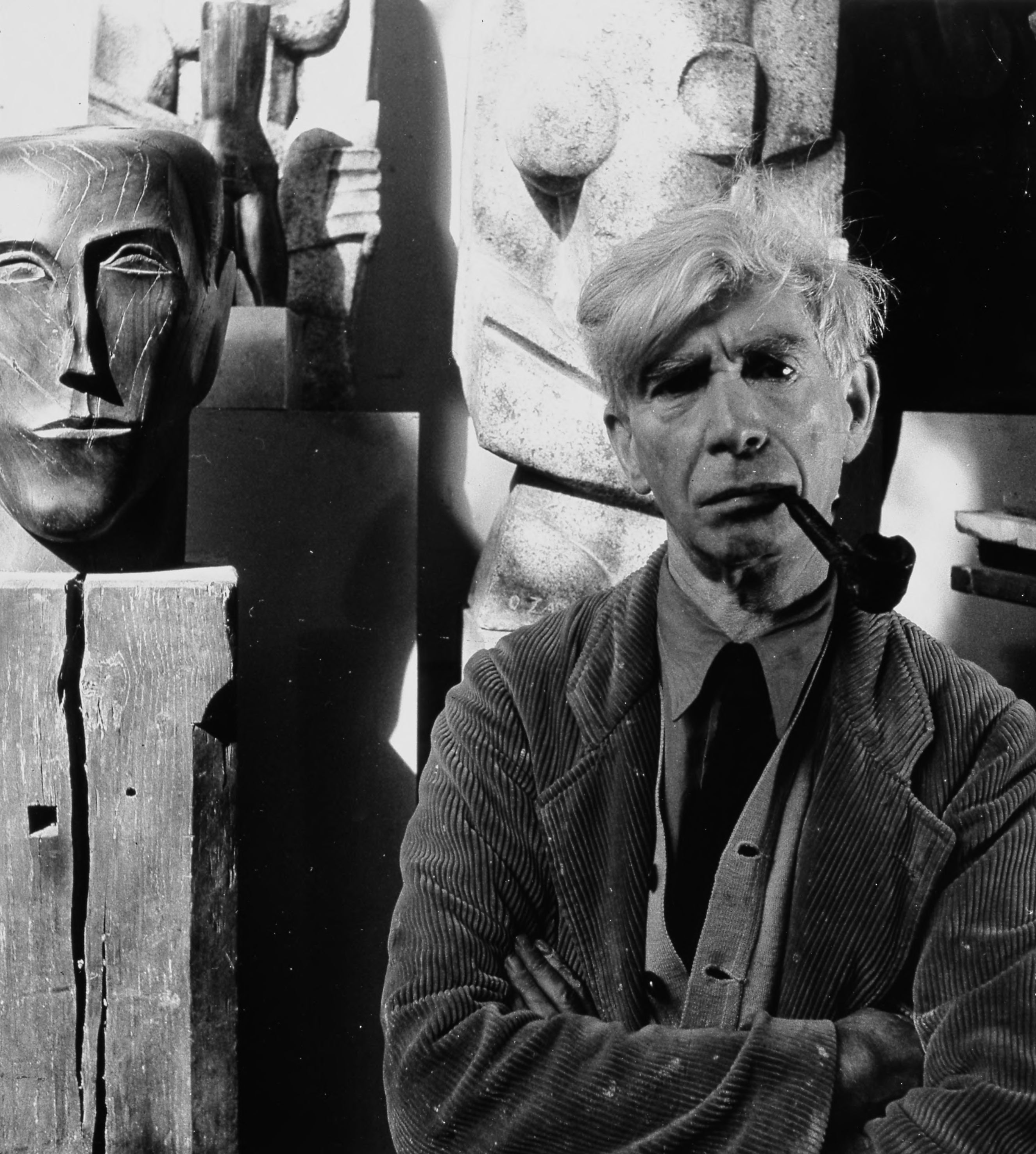
Ossip Zadkine

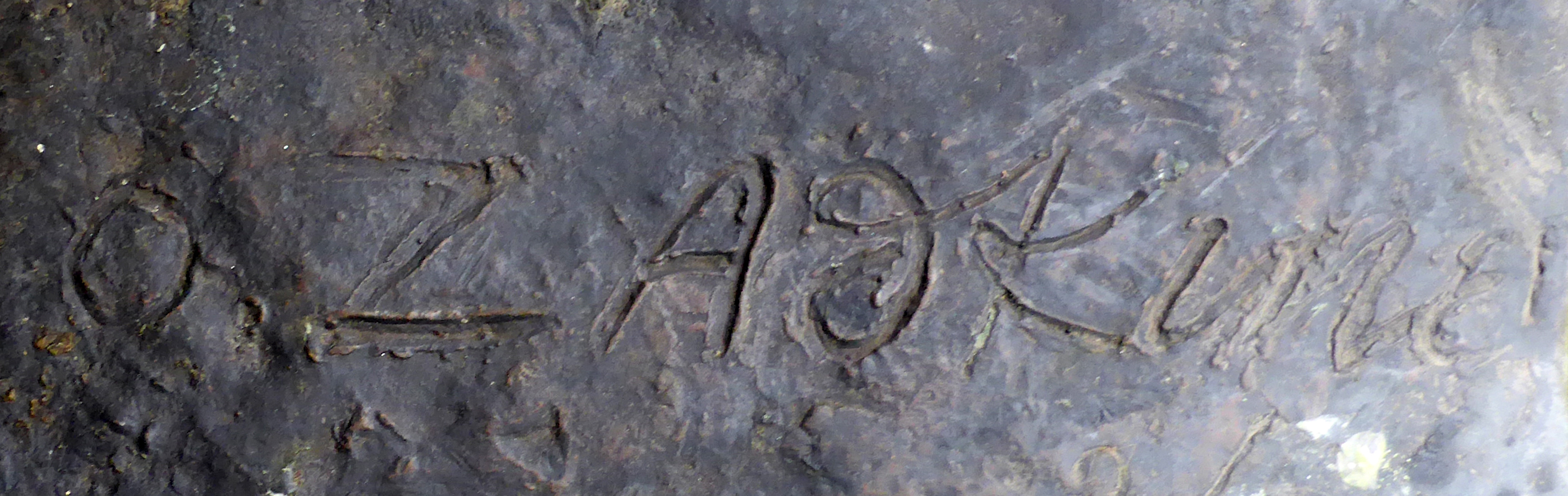
Werksignatur

Ossip Zadkine (russisch Осип Цадкин, wissenschaftliche Transliteration Osip Cadkin, Transkription Ossip Zadkin; * 28. Januar 1888 in Wizebsk, Kaiserreich Russland; † 25. November 1967 in Neuilly-sur-Seine), geboren als Yossel Aronovitch Tsadkine (französische Transkription, russisch Иосель Аронович Цадкин Iossel Aronowitsch Zadkin), war ein russisch-französischer Maler und Bildhauer.
Er gilt als einer der größten Meister der kubistischen Plastik. Zadkines künstlerisches Schaffen erstreckt sich über ein halbes Jahrhundert und umfasst über vierhundert Skulpturen, Tausende von Zeichnungen, Aquarellen und Gouachen, Druckgrafiken, Buchillustrationen und Kartons für Wandteppiche.

## Leben
Sein Vater schickte ihn 1907 zum Englischlernen nach Sunderland in Nordengland, wo er bei seinem Onkel unterkam. In der örtlichen Kunstschule nahm er Unterricht in Holzschnitzerei. Von 1907 bis 1909 war er in London und besuchte das British Museum, wo er klassische Bildhauerei studierte. Er studierte am Regent Street Polytechnic. Er kehrte nach Smolensk zurück, wo er seine erste Skulptur fertigte. 1909 und 1910 studierte er an der École nationale supérieure des beaux-arts de Paris (ENSBA) in Paris. Er arbeitete in La Ruche (Künstlerkolonie) im 15. Arrondissement in Paris. Im Jahr 1911 stellte er seine Statuen und Zeichnungen im Salon d’automne und im Salon des indépendants aus.
1912 und 1913 studierte er romanische Skulptur. Er traf Brancusi, Apollinaire, Lipchitz, Picasso, Artemoff, Antoine Bourdelle, Léopold Survage und Sonia Delaunay. Henri Matisse besuchte auch sein Atelier.

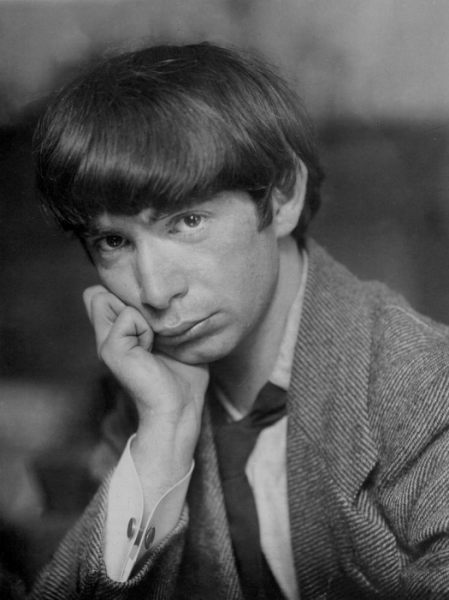
Zadkine (1914)

Er stellte 1914 und 1915 in der Freien Sezession in Berlin, in den De Onafhankelijken in Amsterdam und in der Allied Artists Association in London aus. Der Kunstsammler Paul Rodocanachi ermöglichte ihm ein Atelier in der Rue Rousselet in Paris. Er freundete sich mit Amedeo Modigliani an.
1916 und 1917 nahm er als Mitglied der Fremdenlegion am Ersten Weltkrieg teil und war einem russischen Krankenwagen zugeteilt, was ihn zu zahlreichen Aquarellen über den Krieg inspirierte. Als er 1917 aus der Armee entlassen wurde, erklärte er, dass er durch den Krieg körperlich und seelisch zerstört worden sei. In seiner Militärakte steht, dass er am 31. Oktober 1916 eine Strafe von vier Tagen Arrest erhielt, weil er „Kartoffeln, die zum Schälen bestimmt waren, als Geschosse verschwendet hat“. Nach einem Aufenthalt im Krankenhaus in Épernay ging er nach Bruniquel. In den Jahren 1918 und 1919 fertigte er 20 Radierungen an.
Im Jahr 1920 heiratete er Valentine Prax (1897–1981), eine französische Malerin des Expressionismus und des Kubismus. 1921 erhielt er die französische Staatsbürgerschaft. 1921 und 1925 war er Lehrer an der Grande Chaumière in Paris. Ossip Zadkine stellte ab 1923 im Salon de Tuileries und im Salon d’Automne aus.
Maurice Raynal schrieb die erste Monografie über Zadkines Werk, die 1921 vom italienischen Verlag Valori Plastici veröffentlicht wurde. Von 1923 bis 1925 reiste Zadkine nach Italien und stellte in der Takenodai-Galerie in Tokio aus. Das Museum in Grenoble kaufte 1922 die vergoldete Holzstatue Le Fauve. Auf Einladung von Eileen Gray stellte er 1925 auch in ihrer Galerie Jean Désert aus, zusammen mit Chana Orloff und Seizo Sugawara. Die Galerie Barbazanges in Paris veranstaltete im Februar 1925 eine Retrospektive seiner Werke. In Brüssel schuf er ein Fresko für den Saal des Kinos Métropole, das nach dem Plan des Architekten Adrien Blomme gebaut wurde. Dieses Werk wurde 1994 gesichert, als das Kino in ein Geschäft umgewandelt wurde. Dort lernte er den Bildhauer Charles Leplae kennen.
1928 zog Zadkine in die Rue d’Assas 100 bis in Paris, in ein weißes Haus, das nach dem Tod seiner Frau zum Musée Zadkine wurde. In London wurde ihm daraufhin eine Retrospektive gewidmet. 1934 kauften Zadkine und seine Frau auf ihrer ersten Reise ins Departement Lot ein Haus in Les Arques, einem kleinen Dorf im Quercy, das zum Ort der Entstehung zahlreicher Skulpturen wurde.
Zadkine, der jüdischer Abstammung war, hielt sich während des Zweiten Weltkriegs in den USA auf. Zunächst unterrichtete er frei (1942 hatte er Jacques Bouffartigue als Schüler), ab 1944 gab er Kurse an der Arts Students League. Im September 1945 kehrte er „krank, traurig und ohne Geld“ nach Frankreich zurück.
Zwischen 1948 und 1950 war er Gegenstand zahlreicher Ausstellungen und Retrospektiven: im Stedelijk Museum in Amsterdam, im Musée National d’Art Moderne in Paris und im Museum Boijmans Van Beuningen in Rotterdam, wo er den ersten Entwurf für De verwoeste stad („Die zerstörte Stadt“) vorstellte, ein sechs Meter hohes Kriegerdenkmal, das am 15. Mai 1953 in Rotterdam endgültig aufgestellt wurde. 1950 wurde Ossip Zadkine bei der Biennale in Venedig mit dem Bildhauerpreis ausgezeichnet.
Bis 1958 gab er Kurse an der Académie de la Grande Chaumière in Paris. Zwischen 1955 und 1960 schuf er Skulpturen, die Vincent van Gogh gewidmet waren.
Er stellte in Kanada, den USA und Japan aus. Zadkine widmete sich in dieser Zeit insbesondere der Grafik. In seinem Atelier in dem Dorf Les Arques im Departement Lot schuf er zahlreiche Skulpturen, darunter eine Pietà (1957).
In Auvers-sur-Oise wurde 1961 seine Statue von Vincent Van Gogh aufgestellt. 1962 stellte die Galerie Lacloche in Paris zum ersten Mal Wandteppiche mit Élie Grekoff aus. 1963 beginnt Zadkine im Auftrag der Bank der Niederlande mit der dritten Version von La Demeure. In Zundert, der Geburtsstadt von Vincent Van Gogh, wurde sein Denkmal für die Brüder Van Gogh aufgestellt.

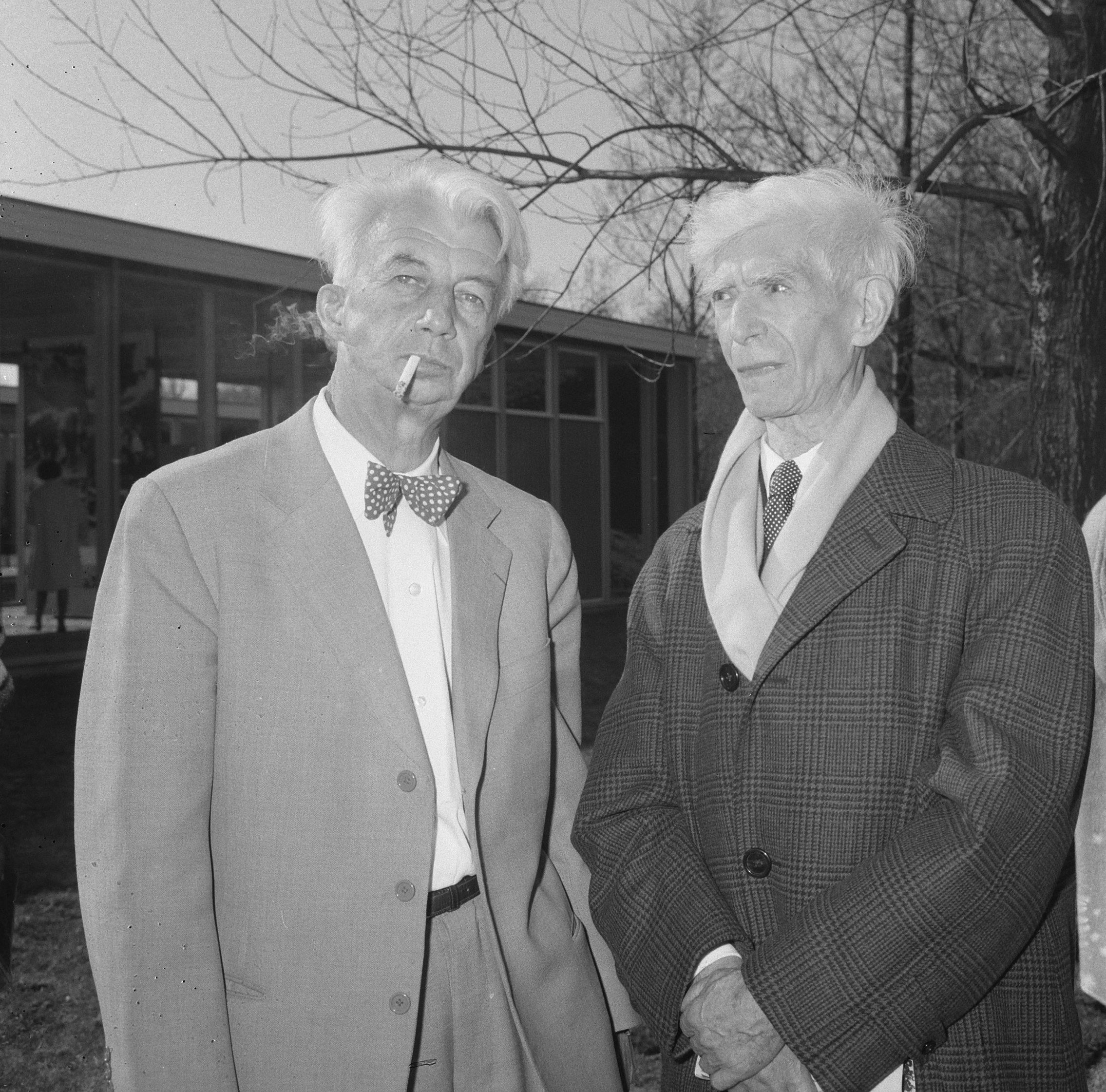
Willem Sandberg und Ossip Zadkine (rechts) (1965)

1965 und 1966 wurden Le Monde Secret de Zadkine, ein Buch mit Fotografien von D. Buchanan und 25 Gedichten von Zadkine, und La Forêt humaine mit 18 Lithografien herausgegeben. Im Kunsthaus Zürich war ihm eine große Retrospektive gewidmet.

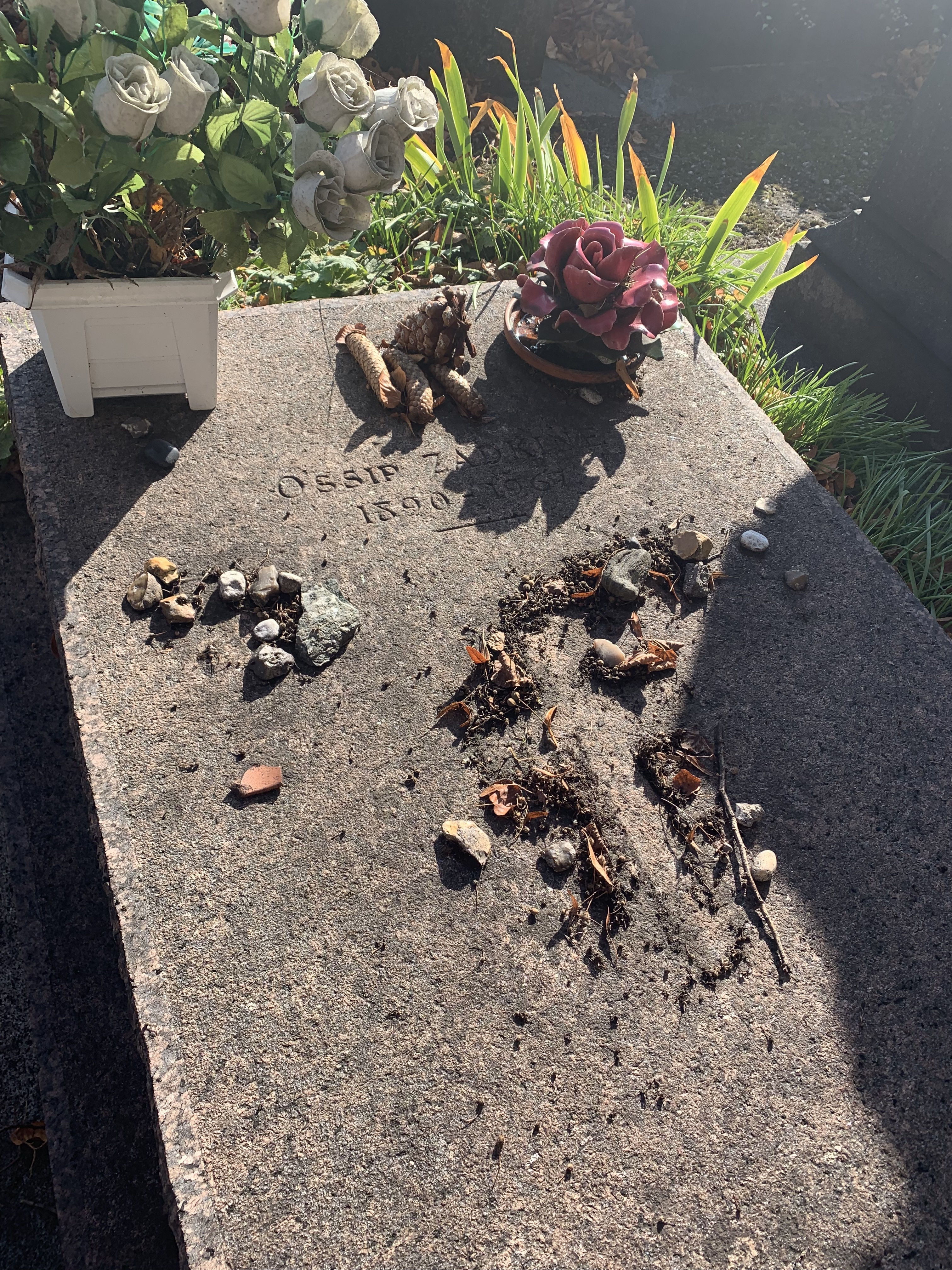
Zadkines Grab in Paris

Ossip Zadkine starb im Jahr 1967 im Alter von 79 Jahren in Neuilly-sur-Seine. Er ruht auf dem Cimetière du Montparnasse.
Getreu dem Versprechen, das sie Zadkine gegeben hatte, sich um sein Werk zu kümmern, widmete Valentine Prax, die Ehefrau, einen großen Teil ihrer Energie der Gründung eines Zadkine-Museums. Auf Anregung von Jacques Lassaigne, dem Direktor des Musée d’Art Moderne der Stadt Paris, wandte sie sich an die Stadt, die 1978 eine Schenkung eines großen Teils seiner Werke annahm. Im darauffolgenden Jahr wurde das Ereignis mit einer Zadkine-Ausstellung im Pariser Rathaus gefeiert.
Diese Schenkung wurde 1980 testamentarisch bestätigt, als Valentine Prax ihren gesamten Besitz der Stadt Paris vermachte, damit die Stadtverwaltung ein Museum in der Rue d’Assas einrichten konnte. Am 15. April 1981 starb Valentine Prax. Am 19. April 1982 eröffnete Jacques Chirac als Bürgermeister von Paris das Musée Zadkine.

## Zadkine-Museen
In Frankreich gibt es zwei Museen, die Zadkine gewidmet sind. Das erste befindet sich in Les Arques im Departement Lot, wo der Künstler ab 1934 lebte. Dort entstanden Skulpturen, die zu den bedeutendsten seines Werks zählen. Zu den in Les Arques ausgestellten Werken gehören das Monument pour une ville bombardée; große Arbeiten aus Holz, wie Orphée, Diane, die Pietà und der Grand Christ, die in diesem Dorf geschaffen wurden. Bronzen: Formes féminines, Trio musical, Arlequin hurlant. Es sind Werke, die das Zadkine-Museum in Paris dem Museum in Lot übergab.
Das zweite Museum befindet sich in der Rue d’Assas 100 bis in Paris, im ehemaligen Atelierhaus von Ossip Zadkine und Valentine Prax, in dem beide von 1928 bis 1967 lebten und arbeiteten. Auf seinen Wunsch hin wurde es der Stadt vermacht und von seiner Frau in ein Zadkine-Museum umgewandelt. Getreu dem Versprechen, das sie Zadkine gegeben hatte, sich nach dessen Tod um sein Werk zu kümmern, widmete sich Valentine der Gründung eines Zadkine-Museums. Auf Anregung von Jacques Lassaigne, dem Direktor des Musée d'Art Moderne der Stadt Paris, wandte sie sich an die Stadt, die 1978 einen Großteil von Zadkines Werken als Schenkung annahm. Im folgenden Jahr wurde die Schenkung mit einer Zadkine-Ausstellung im Pariser Rathaus gefeiert.
Diese Schenkung wird 1980 testamentarisch bestätigt, als Valentine Prax ihren gesamten Besitz der Stadt Paris vermachte, damit diese in der Rue d'Assas ein Museum einrichten kann. Valentine Prax starb am 15. April 1981. Ein Jahr später, am 19. April 1982, eröffnet der Pariser Bürgermeister Jacques Chirac das Musée Zadkine.

## Werke
Sein bekanntestes Werk ist vermutlich die Skulptur Die zerstörte Stadt (niederländisch De verwoeste stad), eine 6,50 m hohe Bronzeplastik, die 1951–1953 entstand, ein Denkmal, das an die mutwillige Zerstörung Rotterdams durch die deutsche Luftwaffe 1940 erinnern soll.

Skulpturen
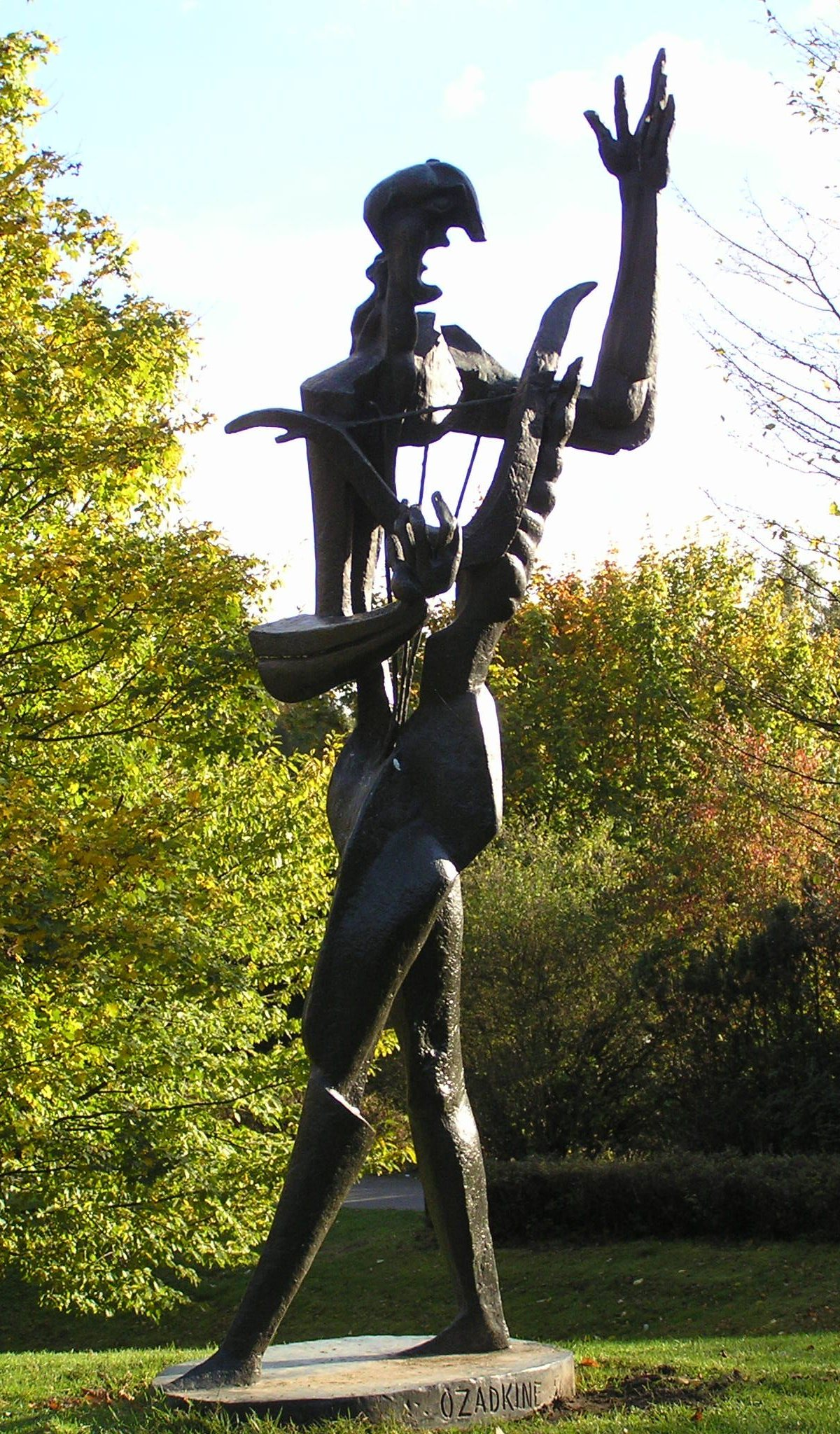
Großer Orpheus (1956), Marl
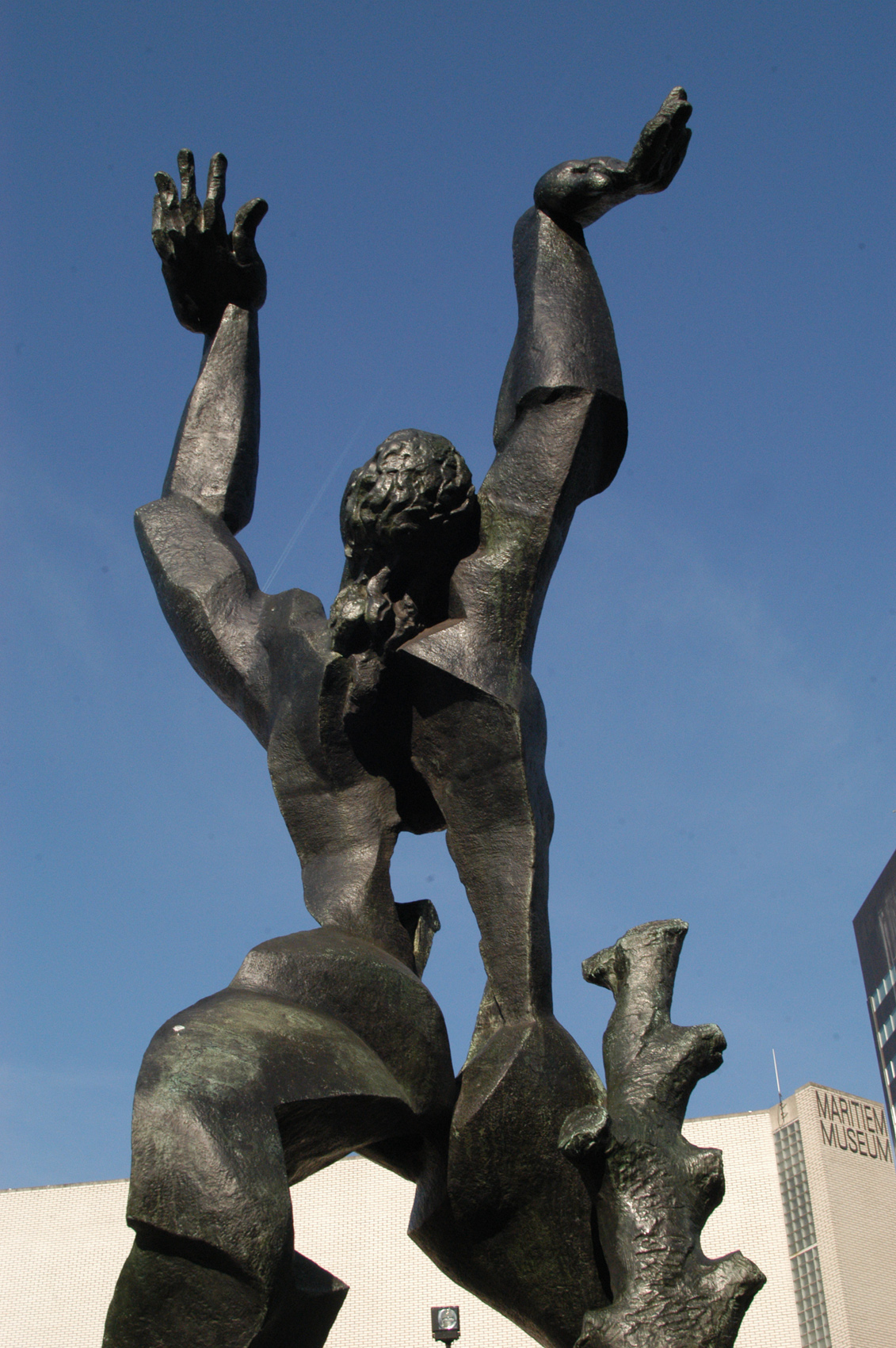
Die zerstörte Stadt (1953), Rotterdam
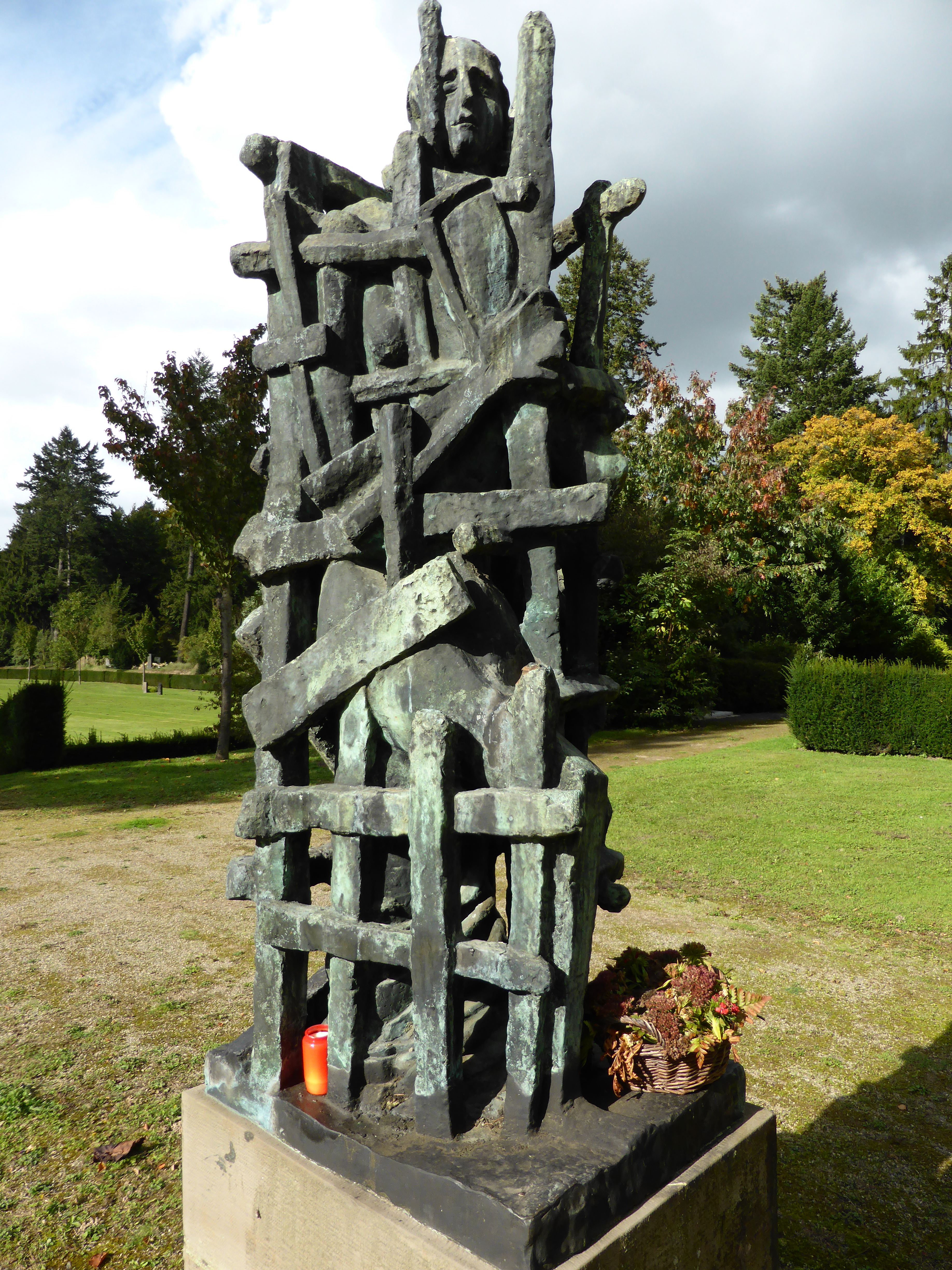
Die Gefangenen (1943), Abguss von 1958, Westfriedhof (Köln)
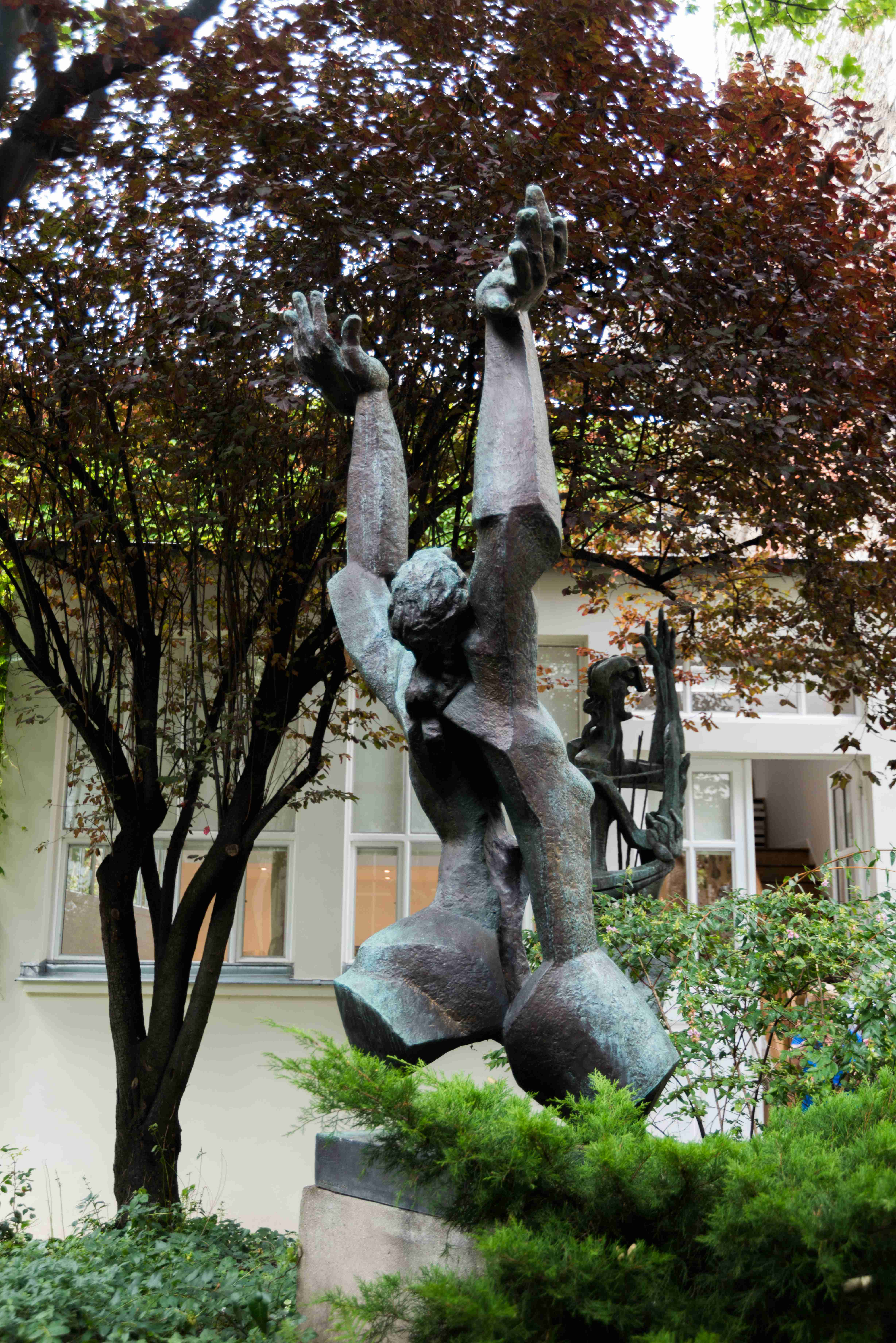
Skulptur im Garten des Zadkine Museums
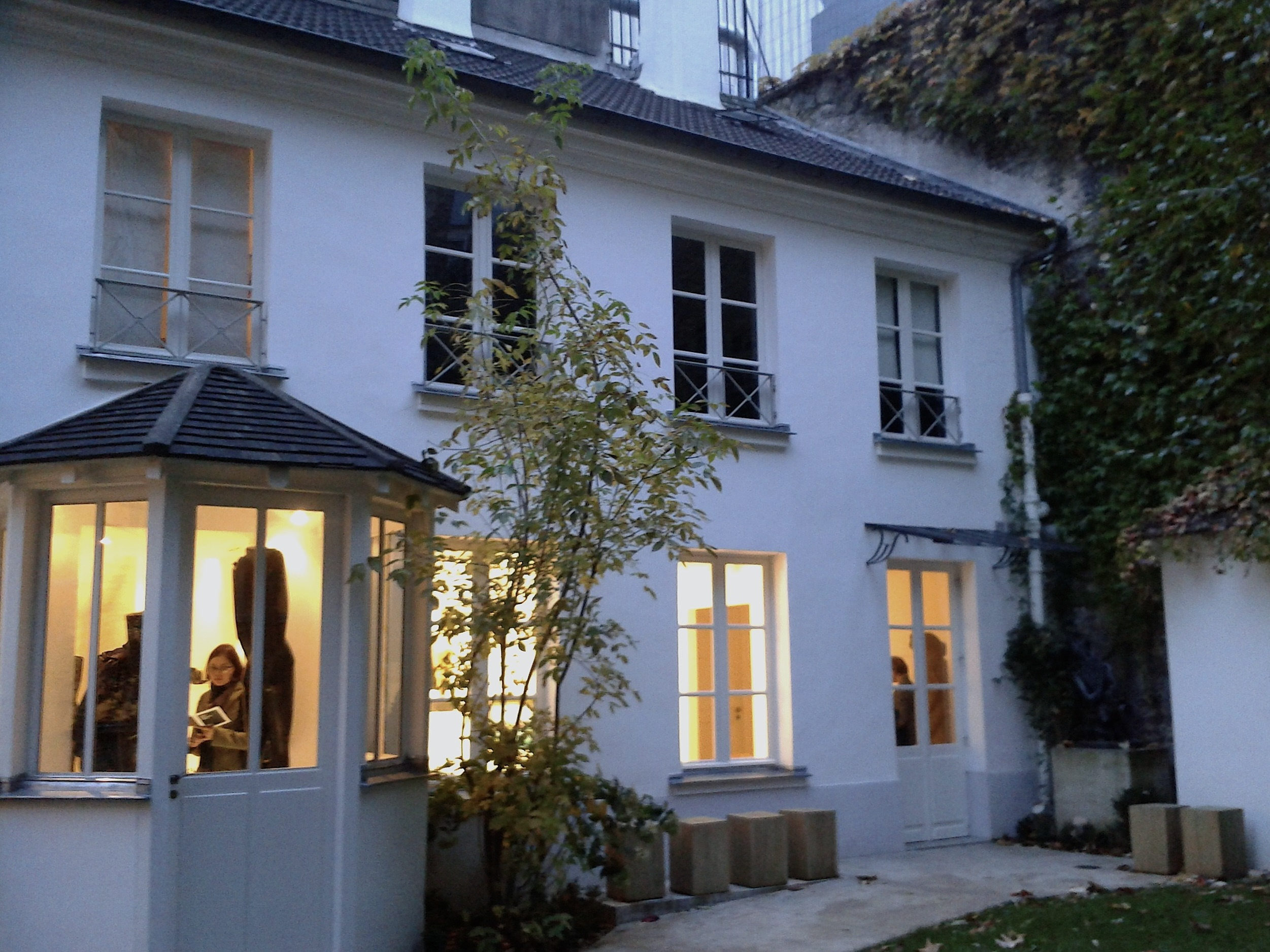
Zadkine Museum

## Auszeichnungen
- 1950: Biennale-Preis in Venedig für Bildhauerei
- 1960: Grand prix national des arts

## Ausstellungen
- 1911: Teilnahme am Salon des Indépendants und am Salon d’Automne, Paris
- 1920: erste Ausstellung in seinem eigenen Atelier in Paris, rue Rousselet
- 1927: im Centaur in Brüssel
- 1927: Galerie Barbazanges in Paris
- 1931: in Philadelphia
- 1932: Biennale Venedig
- 1933: in Chicago
- 1933: Petit Palais in Paris
- 1934: Retrospektive im Palais des Beaux-Arts, Brüssel
- 1937: Teilnahme an der Exposition des maîtres de l’art indépendant im Petit Palais anlässlich der Weltausstellung in Paris
- 1941: 1941 in der Galerie Wildenstein in New York
- 1941: Galerie Brummer in New York
- 1943: Valentine Gallery in New York
- 1944: Bognou Gallery in London
- 1948: Palais des Beaux-Arts in Brüssel
- 1948: Stedelik Museum in Amsterdam,
- 1949: Retrospektive im Musée National d’Art Moderne, Paris
- 1949: Museum Boymans in Rotterdam
- 1950: Biennale in Venedig
- 1952: Leicester Gallery in London
- 1954: im Museum in Arnheim
- 1954: Französisches Haus an der Königsallee in Düsseldorf
- 1958: Maison de la Pensée Française in Paris
- 1959: documenta II, Kassel
- 1959: Galleria La Palma in Locarno.

## Schüler
Die Liste ist chronologisch nach den Geburtsjahren der Künstler geordnet. Es wird kein Anspruch auf Vollständigkeit erhoben.
- Jean Terzieff (1894–1978)
- Marta Colvin (1907–1995)
- Jan Vaerten (* 1909)
- Alicia Penalba (1913–1982)
- Elizabeth Catlett (1915–2012)
- Harold B. Cousins (1916–1992)
- Josef Pillhofer (1921–2010)
- Jules Olitski (1922–2007)
- Shinkichi Tajiri (1923–2009)
- Kenneth Noland (1924–2010)
- Karl Heinz Engelin (1924–1986)
- Inge Blum (1924–2011)
- Günther Oellers (1925–2011)
- Elmar Hillebrand (1925–2016)
- Emil Cimiotti (1927–2019)
- Christine Durroux (* 1927)
- Gaston Louis Marchal (* 1927), Biograph und Testamentsvollstrecker Zadkines
- Gerður Helgadóttir (1928–1975)
- Iba D’Diaye (* 1928)
- Jean-Pierre Ghysels (* 1932)
- Gerard Holmens (1934–1995)
- Roseline Granet (* 1936)